# 孝康敬皇后
孝康敬皇后（1471年—1541年8月28日），张姓，真名失傳，明孝宗皇后，直隸兴济县（今河北沧县）人。父亲张峦，母亲金氏。弘光帝恢复建文帝為朱标元妻常氏所上的“孝康皇后”諡號，遂将明孝宗皇后谥号改为“孝成敬皇后”。

## 生平
成化二十三年（1487年），张氏因姿色出众、又知书达理，性格开朗，琴棋书画无所不通，被选为皇太子妃。同年九月，太子朱祐樘登基，即明孝宗。冬十月丙子，立太子妃张氏为皇后。孝宗笃爱妻子，不立妃嫔，两人共处如民间百姓夫妇，張皇后生下二子一女，即朱厚照、朱厚煒、太康公主。因为張皇后的缘故，优待外戚，追封岳父张峦为昌国公，妻舅张延龄为建昌伯，为張皇后建立的家庙也十分壮丽。張皇后放纵家人肆为奸利，朝臣时常进谏，孝宗因为張皇后之故，从来不约束外戚。
弘治十八年（1505年），孝宗逝世，張皇后所生的皇太子朱厚照即位，改元正德，是为明武宗，尊张皇后为皇太后。正德五年（1510年），上徽号“慈寿皇太后”。十六年，武宗崩，因无子，奸臣江彬一干人等心怀不轨，張太后与大学士杨廷和共同策划，迎立武宗的堂弟朱厚熜为帝，是為明世宗。
正德十六年（1521年）三月，世宗入继，称张太后为圣母，上尊号曰“昭圣慈寿皇太后”；世宗亦尊生母蔣氏為興國太后、親祖母邵氏为寿安皇太后。
张太后與世宗生母蔣太后不和，引起世宗對张太后的不满，他尊封自己生母、祖母，对张太后并不十分礼遇，如有臣子上奏还降罪，之後又將張太后的稱呼由圣母改为伯母。
一次，张太后弟弟犯罪，张太后苦跪求情不果，一病不起。晚景凄凉的张太后于嘉靖二十年八月辛酉（1541年8月28日）崩，谥号为孝康靖肃庄慈哲懿翊天赞圣敬皇后。而張太后甫逝世，世宗就把她弟弟处死了。
崇禎十七年（1644年）十二月乙卯朔丙寅（十二日），在恢复建文帝为朱标元妻常氏所上的“孝康皇后”谥号以後，弘光帝改諡明孝宗皇后為孝成靖肅莊慈哲懿翊天贊聖敬皇后。

## 子女
- 长子朱厚照，即明武宗
- 次子朱厚炜，早殇，追封蔚悼王
- 女太康公主朱秀榮，早薨

## 轶事
- 孝宗在宫中宴请，看到自己和皇后的餐具是金器，岳母用的餐具是银器，还因此不悦，听说是宫中制度，遂将整套餐具都赐予金夫人。张皇后说：「我母亲领了赏，父亲还没得到赏赐呢！」孝宗马上又赐御膳一席，说要“令张氏世世为美谈也”[2]。
- 孝宗之子武宗为太子时，乳母某氏在宫中。孝宗给太子乳母的赏赐，多次被张皇后没收。有次孝宗故意和张皇后开玩笑，让太子拍皇后，太子拍了；再让太子拍乳母，然而乳母毕竟是真正朝夕相处的人，太子不忍心，张皇后大为生气，直接就把这个乳母赶出宫去了。太子丢了奶娘，大哭不止，孝宗夫妻急得在一顿饭功夫，连续派了四次宦官，催乳母赶紧回宫。乳母便藉機说这户人家不好伺候，宁可自尽。吓得张皇后赶紧把之前没收的赏赐都送回来，孝宗又特旨重赏了乳母丈夫一家，才把人请回。这次太子开心了，全家都开心了[3]。
- 科道言官御史们累次弹劾二张兄弟，孝宗知道他们言之有理，无奈手批：「朕只有这门亲，再不必来说。」，其后孝宗让御史们都去张家吃和解宴，自持正义一方的御史们，不情不愿到了那一看，宴席竟是替皇宫置办筵席的光禄寺办的。是孝宗请他们，求朝臣们给自己这个皇帝脸面……大家无奈摇头，此事便罢[4]。

## 影视形象
- TVB2001年拍摄的古装情景喜剧《皆大欢喜》中，陈彦行饰演的角色金日即以孝成敬皇后为历史原形。